# Trnava
Trnava és una ciutat d'Eslovàquia. Es troba a la zona occidental del país, al marge del riu Trnava, a 50 km al nord-est de Bratislava. És la capital de la Regió de Trnava (Trnavský kraj). És coneguda com la Roma eslovaca, en alemany es diu Tyrnau i en hongarès Nagyszombat. El 2021 tenia 63.803 habitants.

## Història
El primer esment escrit data del 1211. Originalment la ciutat i tota la regió pertanyia al Regne d'Hongria fins al 1918. El 1238 el rei Béla IV d'Hongria li va atorgar els drets de ciutat llibre. Després de la Primera Guerra Mundial va passar a formar part del nou estat de Txecoslovàquia.
El 6 de maig de 1653 l'arquebisbe hongarès Pere Pázmány hi va fundar una universitat, la primera en l'època moderna al Regne d'Hongria. Va esdevenir el centre cultural més important del país. Amb la universitat també s'hi creà una impremta i una biblioteca. El 1777 la universitat va ser traslladada a Budapest, i el seu successor fou la Universitat Eötvös Loránd.
Trnava és coneguda per les indústries de transformació del metall metàl·lics i alimentària, en particular sucre i xocolata. Trnava té d'una central nuclear i d'una planta de fabricació d'automòbils del grup PSA-Stellantis des de 2006.
Entre els seus monuments destaquen la catedral gòtica de Sant Nicolau, del segle xiv, el museu i l'església barroca de Sant Joan Baptista del segles xvii-xviii.
Des de 1978 és seu d'un arquebisbat de l'església catòlic, es va escindir de l'arquebisbat hongarès d'Esztergom.

## Demografia
| Godina             | 1994   | 2004   | 2014   | 2024   |
| ------------------ | ------ | ------ | ------ | ------ |
| Nombre de persones | 70.017 | 69.140 | 65.713 | 63.180 |
| Diferència         |        | −1,25% | −4,95% | −3,85% |

| Godina             | 2023   | 2024   |
| ------------------ | ------ | ------ |
| Nombre de persones | 62.955 | 63.180 |
| Diferència         |        | +0,35% |

## Fills il·lustres
- Mikuláš Schneider-Trnavský (1881-1958), director d'orquestra, compositor i pedagog musical
- Imrich Stacho (1931-2006) futbolista

## Ciutats agermanades
- Balakovo, Rússia
- Břeclav, República Txeca
- Casale Monferrato, Itàlia
- Novo mesto, Eslovènia
- Sangerhausen, Alemanya
- Scranton, Estats Units
- Szombathely, Hongria
- Varaždín, Croàcia
- Zabrze, Polònia
- Khàrkov, Ucraïna